# Гратвайн-Штрасенгель
Гратвайн-Штрасенгель (нем. Gratwein-Straßengel) — торговая община (нем. Marktgemeinde) в Австрии, в федеральной земле Штирия.
Входит в состав округа Грац-Умгебунг. Площадь общины составляет 86,62 км², население — 12 759 человек (1 января 2021), плотность населения — 148 чел./км². Официальный код — 60664.

## География
Город расположен на правом берегу реки Мур, примерно в 10 километрах к северо-западу от столицы Штирии Граца.

## История
Впервые упоминается в 860 году под названием «ad Strazinolun» в одном из старейших документов Австрии.

## Население
| Год  | Численность |
| ---- | ----------- |
| 1869 | 3806        |
| 1889 | 3879        |
| 1890 | 4462        |
| 1900 | 4633        |
| 1910 | 5236        |
| 1923 | 5940        |
| 1934 | 5874        |
| 1939 | 6121        |
| 1951 | 7232        |
| 1961 | 7882        |
| 1971 | 8919        |
| 1981 | 9794        |
| 1991 | 10761       |
| 2001 | 11808       |
| 2011 | 12702       |
| 2021 | 12759       |

### Муниципальное устройство
Город разделен на 11 районов с населением 12,803 человек (1 января 2016):
- Eisbach (1,010)
- Gratwein (3,635)
- Gschnaidt (327)
- Hörgas (990)
- Hundsdorf (485)
- Judendorf (1,550)
- Kehr und Plesch (101)
- Kugelberg (292)
- Rein (890)
- Rötz (785)
- Straßengel (2,741)

Так же включает в себя 6 кадастровых общин (Katastralgemeinden) (2015):
- Eisbach (1,621.05)
- Gratwein (457.05)
- Gschnaidt (2,995.61)
- Hörgas (1,297.71)
- Judendorf-Straßengel (1,064.05)
- Kehr und Plesch (1,232.45)